# 인디그네이션
인디그네이션(Indignation)은 미국에서 제작된 제임스 샤머스 감독의 2016년 드라마 영화이다. 로건 레먼 등이 주연으로 출연하였고 안소니 브렉맨 등이 제작에 참여하였다.

## 출연

### 주연
- 로건 레먼
- 사라 가돈
- 트레이시 레츠

### 조연
- 린다 에몬드
- 대니 버스타인
- 벤 로젠필드
- 노아 로빈스
- 도리스 맥카시
- 멜라니 블레이크 로스
- 조안느 바론
- 피코 알렉산더
- 필립 에팅거
- 앤드류 S. 톰슨
- 스티븐 캐플란
- 엘리 겔브

## 제작진
- 원작자: 필립 로스